# Iveco Trakker
Iveco Trakker — серия крупнотоннажных грузовых автомобилей, выпускаемых итальянской компанией Iveco S.p.A. с 2004 года.

## История
- 1993 — премьера Iveco EuroTrakker.
- 2000 — обновление моторной гаммы, EuroTrakker начинает комплектоваться новыми двигателями Cursor.
- 2004 — появление нового поколения Iveco Trakker.
- 2007 — рестайлинг Iveco Trakker, появление новой кабины, и двигателей Евро-5.
- 2013 — второй рестайлинг модели, грузовики получили обозначение Iveco Trakker Hi-Land/Hi-Track, изменённую кабину и двигатели Евро-6.

## Информация
Автомобили Iveco Trakker выпускаются с колёсными формулами 4х2, 4х4, 6х4, 6х6, 8х4, 8х6 и 8х8. В семейство входят шасси для строительных автомобилей и седельные тягачи. Отдельные модификации могут работать в составе автопоездов полной массой 300 тонн и более. У Stralis Trakker взяли некоторые кабины. У автомобилей стальной бампер с закруглёнными углами, который состоит из трёх частей для облегчения повреждения. На фарах имеются защитные решётки. Для облицовки дверей, потолка и задней стенки кабины используется пластик, который легко омывается дождём или любой другой  жидкостью. Сиденье состоит из пневматической подвески и ремней безопасности. Панель приборов такая же, как и у магистральных автомобилей Stralis. Рулевое колесо регулируется на 20°.
Автомобили Trakker комплектуются двигателями Cursor мощностью 270—480 л. с. уровней Евро-4 и Евро-5, которые оборудованы системой SCR. Крутящий момент передают механические 9 — или 16-ступенчатые коробки передач ZF, или полуавтоматические агрегаты, оснащённые устройством Sevroshift. По желанию водителя устанавливается блокировка межосевого и межколёсного дифференциалов. Подвески автомобиля пневматические, которые устанавливаются также на грузовиках полной массой 21 и 26 тонн с колёсной формулой 4х4 и 6х4 для обеспечения комфорта водителю и пассажирам. В двухосных моделях передняя 8-тонная ось оснащается параболическими рессорами, а нагрузка заднего моста с рессорной подвеской составляет 13 тонн. 21-тонная задняя ось снабжена параболическими рессорами. У моделей Trakker-Jungs с 8- или 9-тонной передней осью передняя подвеска оснащается параболическими или полуэллиптическими рессорами. Задний мост связан с рамой с помощью полуэллиптических и параболических рессор.
Дисковые тормозные механизмы передних осей регулируются автоматически, однако на полноприводных моделях сохранились барабанные тормоза.

## Модельный ряд
- IVECO Trakker AD380T 38H[7].
- IVECO Trakker AT380T54 WT EZ275.
- Hi-Land / Hi-Track.